# Meb Keflezighi

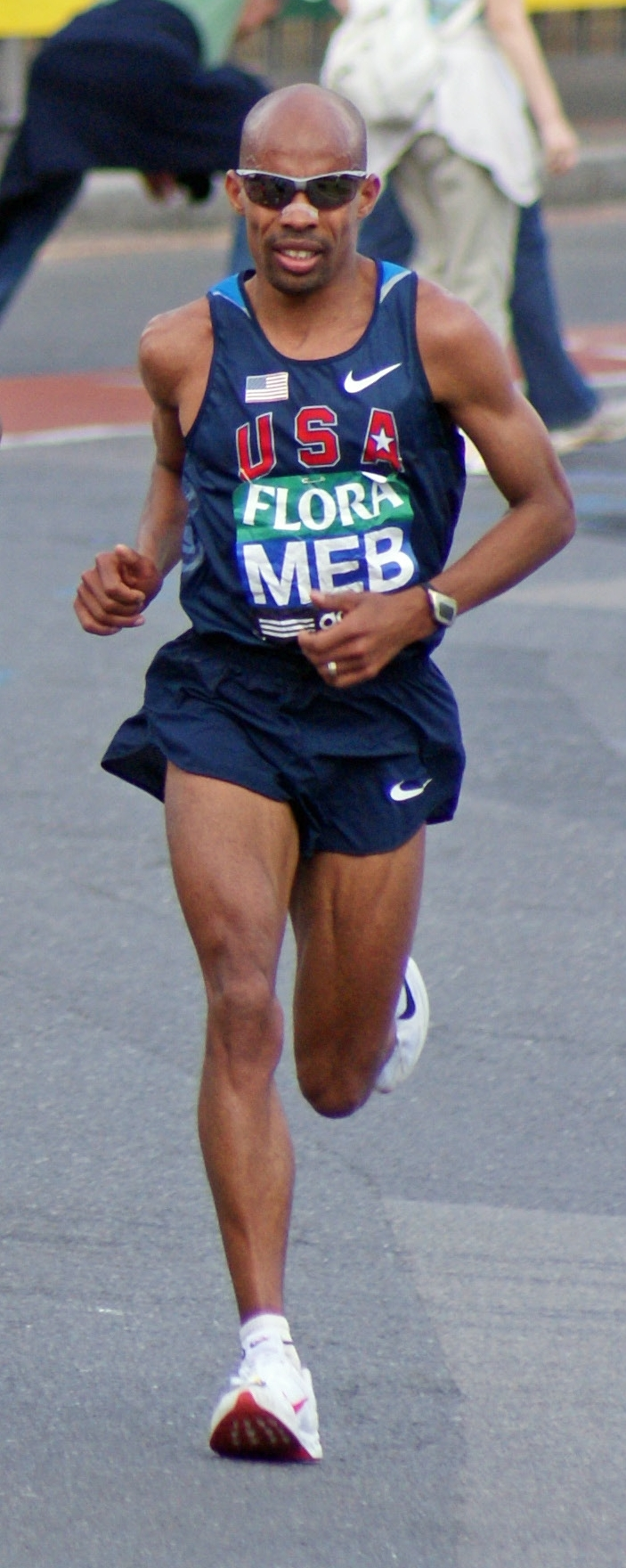
Keflezighi beim London-Marathon 2009

Mebrahtom „Meb“ Keflezighi (* 5. Mai 1975 in Asmara) ist ein US-amerikanischer Langstreckenläufer eritreischer Herkunft.

## Leben und sportliche Laufbahn
Als Mebrahtom Keflezighi zwölf Jahre alt war, verließ seine dreizehnköpfige Familie Eritrea und ging in die USA, um zu verhindern, dass die Kinder der Familie im äthiopischen Bürgerkrieg eingezogen werden. Sie zogen nach San Diego in Kalifornien. 1997 beantragte Keflezighi die US-amerikanische Staatsbürgerschaft. Zu diesem Zeitpunkt stand noch nicht fest, dass Eritrea zum ersten Mal in Sydney 2000 an Olympischen Spielen teilnehmen würde. Am 2. Juli 1998 wurde er US-amerikanischer Staatsbürger und startete erstmals bei den US-Meisterschaften über 5000 m. Er wurde auf Anhieb Vierter, genauso wie ein Jahr später im 10.000-Meter-Lauf.
2000 qualifizierte er sich als US-Meister über 10.000 m für die Olympischen Spiele in Sydney. Er wurde aufgrund einer Grippeerkrankung jedoch nur Zwölfter. 2001 stellte er einen US-amerikanischen Rekord über 10.000 m auf. Er verbesserte die Marke von Mark Nenow aus dem Jahre 1986 auf 27:13,98 Minuten. Ein Jahr später wurde er erneut über 10.000 m US-amerikanischer Meister und nahm zum ersten Mal am New-York-City-Marathon teil. Er wurde auf Anhieb Neunter.
Bei Leichtathletik-Weltmeisterschaften waren seine Auftritte allerdings weniger von Erfolg gekrönt. In Edmonton 2001 kam er über 10.000 m auf Platz 23, in Paris/Saint-Denis 2003 auf Platz 16.
Sein erfolgreichstes Jahr wurde dann das darauffolgende. Er qualifizierte sich zwar erneut als bester US-Amerikaner für den 10.000-Meter-Lauf bei den Olympischen Spielen in Athen, startete dort jedoch auf der Marathonstrecke und gewann mit der Silbermedaille als erster männlicher US-Amerikaner nach Frank Shorter 1976 eine olympische Medaille im Marathonlauf. Im gleichen Jahr wurde er auch Zweiter beim New-York-City-Marathon mit seiner persönlichen Bestzeit von 2:09:53. 2005 wurde er Dritter in New York City, 2006 Dritter beim Boston-Marathon. Im November 2007 verpasste er als Achter beim Ausscheidungswettkampf des US-Leichtathletikverbandes eine erneute Olympiateilnahme.
Nachdem er 2008 wiederholt mit Verletzungsproblemen zu kämpfen hatte, startete er 2009 wieder erfolgreich in die Saison. Im Januar siegte er in persönlicher Bestzeit von 1:01:25 h bei der US-amerikanischen Halbmarathon-Meisterschaft, die im Rahmen des Houston-Marathons ausgetragen wurde. Bei seinem neunten Platz beim London-Marathon im April stellte er mit einer Zeit von 2:09:21 h ebenfalls eine persönliche Bestleistung auf. Eine weitere Steigerung gelang ihm beim San-José-Halbmarathon, den er in 1:01:00 gewann. Mit seiner 20-km-Zwischenzeit von 57:52 min stellte er obendrein einen US-Rekord auf. Noch einmal sechs Sekunden schneller als in London lief er dann beim New-York-City-Marathon im November. Dort siegte er überraschend als erster US-Amerikaner seit Alberto Salazar 1982 und sicherte sich gleichzeitig den US-Meistertitel.
2010 wurde er Fünfter in Boston, verteidigte seinen Titel in San José und wurde Sechster in New York City. Beim olympischen Marathon 2012 in London erreichte Keflezighi Platz vier. Beim Boston-Marathon 2014 gewann er als erster Amerikaner seit 1983.
Meb Keflezighi ist 1,70 m groß und wiegt 58 kg.

## Persönliche Bestzeiten
- 1500 m: 3:42,29 min, 2. Mai 1998, Westwood
- 3000 m: 7:48,81 min, 10. August 2003, Berlin
- 5000 m: 13:11,77 min, 5. August 2000, Heusden-Zolder
- 10.000 m: 27:13,98 min, 4. Mai 2001, Palo Alto
- 10-km-Straßenlauf: 27:58 min, 4. August 2007, Cape Elizabeth
- 15 km: 42:48 min, 9. März 2002, Jacksonville
- Halbmarathon: 1:01:00 h, 4. Oktober 2009, San José
- Marathon: 2:08:37 h, 21. April 2014, Boston

## Veröffentlichung
- mit Dick Patrick: Run to Overcome. Tyndale House Publishers, 2010, ISBN 978-1-4143-3957-3
- mit Scott Douglas: 26 Marathons. Rodale Books, 2019, ISBN 978-1-63565-288-8